# Paul J. Smith (animador)
Paul J. Smith (Los Angeles, 15 de março de 1906 — Van Nuys, 17 de novembro de 1980) foi um animador e diretor americano.

## Biografia
Smith trabalhou para o estúdio Walter Lantz Productions durante grande parte de sua carreira, começando pela primeira vez como animador e depois como diretor. Ele também trabalhou no estúdio de desenho animado da Warner Bros. Ele fazia parte dos animadores da The Walt Disney Company no Alice Comedies na década de 1920. Seu primeiro crédito foi no curta-metragem Alice's Auto Race (1927).
Em 1955, Smith assumiu como diretor-primário do Woody Woodpecker. No final dos anos 1960, Smith tornou-se o único diretor da produção do estúdio Lantz, a série de desenhos animados Woody Woodpecker, Chilly Willy e The Beary Family. Ele continuou trabalhando com Lantz até o estúdio ser fechado em 1972.

## Morte
Smith morreu em Van Nuys, na Califórnia em 17 de novembro de 1980.

## Vida pessoal
Ele era o irmão do animador Frank Smith e tio do ator e diretor Charles Martin Smith.